# Haruo Tanaka
Haruo Tanaka (田中 春男 Tanaka Haruo?, n. 5 martie 1912, Kyoto, Japonia – d. 21 februarie 1992) a fost un actor japonez cunoscut pentru rolurile secundare pe care le-a interpretat într-o carieră care s-a întins pe parcursul a șapte decenii.

## Carieră
Tanaka s-a născut la Kyoto și a renunțat la școală pentru a deveni actor de film, alăturându-se studioului Nikkatsu în 1925. A fost distribuit în special în roluri secundare și chiar în roluri principale, jucând alături de actrițe precum Ranko Hanai și Haruyo Ichikawa, dar nu a reușit niciodată să devină un idol de matineu. Urmându-l pe Masaichi Nagata, s-a transferat la studiourile Daiichi Eiga și Shinkō Kinema înainte de a deveni actor independent. Încă din anul 1938 Tanaka a apărut în tot soiul de producții cinematografice, specializându-se mai ales în filme de epocă și comedii bulevardiere.
A apărut în peste 250 de filme, atât gendaigeki, cât și jidaigeki, ale unor regizori precum Yasujirō Ozu, Kenji Mizoguchi, Sadao Yamanaka, Akira Kurosawa, Tomu Uchida, Mikio Naruse și Masahiro Makino. A interpretat roluri minore în câteva filme ale lui Kurosawa printre care No Regrets for Our Youth, Ikiru (1952) și Azilul de noapte (1957). Cel mai consistent rol în filmele lui Kurosawa a fost cel al dogarului Tatsu din Azilul de noapte; actorul a avut dificultăți să învețe numeroasele replici din scena finală și le-a scris pe spatele unui calamar uscat, citindu-le, până când a fost observat de regizor, care a fost surprins de inventivitatea actorului și i-a luat calamarul pentru a-l forța să joace mai natural. În filmul Duel à Ichijoji (続宮本武蔵 一乗寺の決闘 Zoku Miyamoto Musashi : Ichijōji no kettō?) (1956) a jucat rolul negustorului de cai Kumagoro, care a devenit discipolul lui Musashi Miyamoto, iar în Kuroobi sangokushi (黒帯三国志?) (1956) l-a interpretat pe banditul Joji, care îl convinge pe Masahiko Koseki (interpretat de Toshiro Mifune) să lucreze pentru el.
Haruo Tanaka a fost deosebit de talentat în interpretarea unor roluri comice. El a apărut și în multe filme jidaigeki de televiziune. A continuat să apară în filme cel puțin până în 1985 când a interpretat rolul unui bocitor bătrân în comedia The Funeral al lui Juzo Itami.

## Filmografie selectivă
- Kyōren no onna shishō (狂恋の女師匠) (1926)
- Hawai Mare oki kaisen (ハワイ・マレー沖海戦) (1942)
- Rikon (離婚) (1952)
- Ikiru (生きる) (1952)
- Entotsu no mieru basho (煙突の見える場所) (1953)
- Life of a Woman (1953)
- The Crucified Lovers (近松物語 Chikamatsu Monogatari) (1954)
- Yurei Otoko (幽霊男) (1954)
- Meoto zenzai (夫婦善哉 Meoto zenzai) (1955)
- Duel à Ichijoji (続宮本武蔵 一乗寺の決闘 Zoku Miyamoto Musashi : Ichijōji no kettō?) (1956) - Kumagoro[6]
- Kuroobi sangokushi (黒帯三国志?) (1956) - Joji[3]
- The Legend of the White Serpent (白夫人の妖恋 Byaku fujin no yoren) (1956)
- Yotsuya Kaidan (四谷怪談 Yotsuya Kaidan) (1956)
- Azilul de noapte (どん底 Donzoko?) (1957) - Tatsu (dogarul)[7]
- Omul cu ricșa (無法松の一生 Muhomatsu no issho?) (1958) - Kumakichi (Kuma), prietenul lui Matsugoro[8]
- Floating Weeds (浮草 Ukikusa) (1959)
- Cruel Female Love Suicide (残酷おんな情死) (1970)
- The Funeral (お葬式) (1984)

## Legături externe
- Haruo Tanaka la Internet Movie Database
- Tanaka Haruo pe Japanese Movie Database